# Vyto Ruginis
Vyto Ruginis, nato Vytautas Ruginis (Wolverhampton, 17 aprile 1956), è un attore e produttore cinematografico britannico naturalizzato statunitense.

## Biografia
Di origini lituane e nato in Inghilterra, ha assunto la cittadinanza statunitense. Nel 2015 è stato introdotto nella National Lithuanian American Hall of Fame. Attivo sia al cinema che in televisione, è diventato famoso interpretando Arkady Kolcheck nella serie tv NCIS: Los Angeles, unico attore tra i non protagonisti ad apparire in ogni stagione.

## Filmografia

### Attore

#### Cinema
- 8 milioni di modi per morire (8 Million Ways to Die), regia di Hal Ashby (1986)
- Jumpin' Jack Flash, regia di Penny Marshall (1986)
- Affittasi ladra (Burglar), regia di Hugh Wilson (1987)
- Verne Miller: Chicago anni '30 (The Verne Miller Story), regia di Rod Hewitt (1987)
- Accadde in paradiso (Made in Heaven), regia di Alan Rudolph (1987)
- Don, un cavallo per amico (Hot to Trot), regia di Michael Dinner (1988)
- Slipping Into Darkness, regia di Eleanor Gaver (1988)
- Vittime di guerra (Casualties of War), regia di Brian De Palma (1989)
- Dimenticare Palermo, regia di Francesco Rosi (1990)
- Love Is Like That, regia di Jill Goldman (1992)
- Cliffhanger - L'ultima sfida (Cliffhanger), regia di Renny Harlin (1993)
- Amnesi investigativa (Clean State), regia di Mick Jackson (1994)
- Last Gasp, regia di Scott McGinnis (1995)
- Nome in codice: Broken Arrow (Broken Arrow), regia di John Woo (1996)
- Phenomenon, regia di Jon Turteltaub (1996)
- Segreti (A Thousand Acres), regia di Jocelyn Moorhouse (1997)
- L'avvocato del diavolo (The Devil's Advocate), regia di Taylor Hackford (1997)
- Yakima Wash, regia di Gene Bernard (1998)
- The Secret Life of Girls, regia di Holly Goldberg Sloan (1999)
- Insider - Dietro la verità (The Insider), regia di Michael Mann (1999)
- Robbers, regia di Grant Holly (2000)
- Fast and Furious, regia di Rob Cohen (2001)
- Prigione di vetro (The Glass House), regia di Daniel Sackheim (2001)
- Auto Focus, regia di Paul Schrader (2002)
- Home of the Brave - Eroi senza gloria (Home of the Brave), regia di Irwin Winkler (2006)
- The Gray Man, regia di Scott L. Flynn (2007)
- Player 5150, regia di David Michael O'Neill (2008)
- L'arte di vincere (Moneyball), regia di Bennett Miller (2011)
- Bad Blood, regia di Conrad Janis (2012)
- Lost Time, regia di Christian Sesma (2014)
- Stebuklas, regia di Egle Vertelyte (2017)

#### Televisione
- American Playhouse - serie TV, episodio 4x11 (1985)
- Miami Vice - serie TV, episodio 1x22 (1985)
- Kane & Abel - serie TV, 4 episodi (1985)
- Star Trek: The Next Generation - serie TV, episodio 1x21 (1988)
- Così gira il mondo (As the World Turns) - soap opera, 1 episodio (1989)
- Discesa pericolosa (Descending Angel), regia di Jeremy Kagan - film TV (1990)
- Linea diretta (WIOU) - serie TV, episodio 1x14 (1991)
- Law & Order - I due volti della giustizia (Law & Order) - serie TV, 4 episodi (1991-2006)
- The Human Factor - serie TV, episodio 1x01 (1992)
- Perry Mason: Morte di un dongiovanni (Perry Mason: The Case of the Reckless Romeo), regia di Christian I. Nyby II - film TV (1992)
- Civil Wars - serie TV, episodio 2x02 (1992)
- Il commissario Scali (The Commish) - serie TV, episodio 2x04 (1992)
- Crime & Punishment - miniserie TV, episodio 1x06 (1993)
- La signora in giallo (Murder, She Wrote) - serie TV, episodio 12x19 (1996)
- Il cliente (The Client) - serie TV, episodio 8x12 (1996)
- Nash Bridges - serie TV, episodio 2x04 (1996)
- Vows of Deception, regia di Bill Norton - film TV (1996)
- Numb3rs - serie TV, episodio 6x16 (1996)
- The Event - serie TV, episodio 1x05 (1996)
- New York Undercover - serie TV, episodio 3x14 (1997)
- NYPD - New York Police Department (NYPD Blue) - serie TV, episodio 4x15 (1997)
- The Big Easy - serie TV, episodio 2x02 (1997)
- Pensacola - Squadra speciale Top Gun (Pensacola: Wings of Gold) - serie TV, episodio 1x06 (1997)
- The Practice - Professione avvocati (The Practice) - serie TV, episodio 2x07 (1997)
- Progetto Medusa - minuti contati (Medusa's Child), regia di Larry Shaw - film TV (1997)
- Cracker - serie TV, episodio 1x11 (1997)
- Questione di stile (Style and Substance) - serie TV, 3 episodi (1998)
- Murder at 75 Birch, regia di Michael M. Scott - film TV (1998)
- Jarod il camaleonte (The Pretender) - serie TV, episodio 3x07 (1998)
- Ally McBeal - serie TV, episodio 2x12 (1999)
- JAG - Avvocati in divisa (JAG) - serie TV, 2 episodi (1999-2003)
- Angel – serie TV, episodio 1x01 (1999)
- King of the World, regia di John Sacret Young - film TV (2000)
- CSI - Scena del crimine (CSI) - serie TV, episodio 1x04 (2000)
- Da un giorno all'altro (Any Day Now) - serie TV, 2 episodi (2000)
- X-Files - serie TV, episodio 8x12 (2001)
- Scheidung auf amerikanisch, regia di Sherry Hormann - film TV (2001)
- Dangerous Child, regia di Graeme Campbell - film TV (2001)
- Citizen Baines - serie TV, 4 episodi (2001)
- Dead Last - serie TV, episodio 1x10 (2001)
- Giudice Amy (Judging Amy) - serie TV, episodio 3x07 (2001)
- Presidio Med - serie TV, 2 episodi (2002-2003)
- Crossing Jordan - serie TV, episodio 2x05 (2002)
- West Wing - Tutti gli uomini del Presidente (West Wing) - serie TV, episodio 4x10 (2002)
- Senza traccia (Without a Trace) - serie TV, episodio 2x06 (2003)
- Line of Fire - serie TV, episodio 1x01 (2003)
- Capital City, regia di Spenser Hill - film TV (2004)
- CSI: Miami - serie TV, episodio 2x24 (2004)
- Boston Legal - serie TV, episodio 1x15 (2005)
- Reunion - serie TV, episodio 1x01 (2005)
- In Justice - serie TV, episodio 1x07 (2006)
- Freddie - serie TV, episodio 1x16 (2006)
- Sideliners, regia di Kamala Lopez - film TV (2006)
- E.R. - Medici in prima linea (ER) - serie TV, 2 episodi (2006-2007)
- Dr. House - Medical Division - serie TV, episodio 3x11 (2007)
- Cold Case - Delitti irrisolti (Cold Case) - serie TV, episodio 4x22 (2007)
- The Unit - serie TV, 2 episodi (2007)
- Women's Murder Club - serie TV, episodio 1x05 (2007)
- Reaper - In missione per il Diavolo (Reaper) - serie TV, episodio 1x10 (2007)
- Saving Grace - serie TV, episodio 1x12 (2007)
- The Forgotten - serie TV, episodio 1x02 (2009)
- NCIS: Los Angeles - serie TV, 27 episodi (2009-2023)
- The Mentalist - serie TV, episodio 2x12 (2010)
- L'assassina dagli occhi blu (Blue-Eyed Butcher), regia di Stephen Kay - film TV (2012)
- Major Crimes - serie TV, episodio 1x01 (2012)
- Shameless - serie TV, episodio 3x02 (2013)
- Rizzoli & Isles - serie TV, episodio 4x16 (2014)
- Deputy - serie TV, 2 episodi (2020)

#### Cortometraggi
- The Candidate, regia di David Karlak (2010)

### Doppiatore

#### Videogiochi
- Grand Theft Auto V (2013)
- Grand Theft Auto Online (2022)

## Doppiatori italiani
Nelle versioni in italiano delle opere in cui ha recitato, Vyto Ruginis è stato doppiato da:
- Ambrogio Colombo in X-Files, Shameless
- Gianni Marzocchi in 8 milioni di modi per morire
- Pino Locchi in Vittime di Guerra
- Roberto Pedicini in Dimenticare Palermo
- Angelo Maggi in Law & Order - I due volti della giustizia (ep. 2x01)
- Andrea Ward in Law & Order - I due volti della giustizia (ep. 4x12)
- Lucio Saccone in Cliffhanger - L'ultima sfida
- Pasquale Anselmo in Amnesia investigativa
- Vittorio Amandola in Nome in codice: Broken Arrow
- Vittorio Guerrieri ne La signora in giallo
- Silvano Piccardi in Ally McBeal
- Antonio Palumbo in Angel
- Saverio Indrio ne L'avvocato del diavolo
- Sergio Di Stefano in CSI - Scena del crimine
- Ermanno Ribaudo in Prigione di vetro
- Antonio Sanna in Fast and Furious
- Luca Dal Fabbro in Senza traccia
- Manlio De Angelis in CSI: Miami
- Pierluigi Astore in E.R. - Medici in prima linea
- Giovanni Petrucci in Home of the Brave - Eroi senza gloria
- Gerolamo Alchieri in Dr. House - Medical Division
- Saverio Moriones in Cold Case - Delitti irrisolti
- Oliviero Dinelli in The Mentalist
- Gianni Giuliano in L'arte di vincere
- Massimo Corvo in Major Crimes
- Mauro Magliozzi in Rizzoli & Isles
- Luca Biagini in NCIS: Los Angeles (ep. 1x07)
- Paolo Marchese in NCIS: Los Angeles (st. 2-14)